# Il soffio dell'inferno
Il soffio dell'inferno (Fire from Below) è un film del 2009 diretto da Andrew Stevens e  Jim Wynorski.
Film d'avventura statunitense con protagonista Kevin Sorbo.

## Produzione
Il film fu prodotto da Andrew Stevens Entertainment e Black Chrome Productions e diretto da Andrew Stevens e Jim Wynorski (accreditato come J.R. Mandish), girato a Dallas e Eustace, in Texas, e a French Lick, in Indiana a dicembre 2007. Wynorski ha anche scritto il soggetto e la sceneggiatura insieme a William Langlois. Kevin Sorbo, che interpreta Jake Denning, il protagonista, è anche produttore esecutivo insieme a Wynorsky.

## Promozione
La tagline è: "The laws of nature have just been broken." ("Le leggi della natura sono state appena violate").

## Distribuzione
Il film fu distribuito negli Stati Uniti nel 2009 dalla Cinetel Films e dalla Screen Media Films per l'home video.
Alcune delle uscite internazionali sono state:
- in Germania il 3 aprile 2009 (Fire from Below - Die Flammen werden dich finden, in DVD)
- nel Regno Unito il 25 giugno 2009 (in prima TV)
- in Giappone il 10 luglio 2009 (in DVD)
- in Belgio l'8 ottobre 2009 (in prima TV)
- nei Paesi Bassi l'8 ottobre 2009 (in prima TV)
- negli Stati Uniti il 22 novembre 2009 (in prima TV)
- in Ungheria il 10 marzo 2010 (in DVD)
- negli Stati Uniti l'11 maggio 2010 (in DVD),
- in Grecia (I Gi ekdikeitai, in DVD)
- in Francia (Le souffle de la Terre, in TV)